# Jules-François Blondel
Pour les articles homonymes, voir Blondel.
Jules-Francois Blondel (né le 28 juillet 1887 à Arras, mort le 23 janvier 1975 à Neuilly-sur-Seine), est un diplomate français. 
Sa carrière l'a fait passer entre autres par Londres, Saint-Pétersbourg, Washington, Constantinople, Athènes. Il a notamment été légat de France à Mexico (1921), à Rome (1936), à Dublin en 1938, à Sofia (1940), à Rio de Janeiro, puis après la Guerre (1945) ambassadeur à Oslo.
Il prend sa retraite en 1952.
Il a remporté le prix Marcelin-Guérin de l'Académie française en 1962 pour son ouvrage de souvenirs Au fil de la carrière, récit d'un diplomate, 1911-1938.
Jules-François Blondel passionné par les voyages, se maria à Nadine Martignan qui l'accompagna dans ses missions professionnelles.

## Ouvrages
- Au fil de la carrière, récit d'un diplomate, 1911-1938, Hachette, 1960
- Entente Cordiale: Fifty True Stories, Mostly from Diplomatic Experience, Caduceus Press, 1971  (ISBN 978-0-85131171-5)